# Фишер, Вера (скульптор)
Вера Фишер (хорв. Vera Fischer; 27 января 1925, Загреб — 14 июля 2009, Загреб) — хорватский скульптор еврейского происхождения.

## Биография
Фишер родилась в Загребе в еврейской семье 27 января 1925 года. Её отец умер, когда ей был один год, и её воспитывали бабушка с дедушкой и мать Латица (урожденная Кляйн). Во время Второй мировой войны она, как еврейка, была интернирована в лагеря на острове Раб и Купари, которые находились под властью Италии. После капитуляции Италии Вера присоединилась к Национально-освободительному движению в Хорватии. В 1951 году Фишер окончила Академию изящных искусств в Университете Загреба у профессора Вани Радуша. Она участвовала в многочисленных персональных и групповых выставках в стране и за рубежом, из которых наиболее заметными были её первое публичное появление в 1952 году на 8-й выставке Хорватской ассоциации художников и в 1962 году персональная выставка в салоне Хорватской ассоциации художников в Загребе. В 2002 году Фишер организовала автобиографическую выставку в здании Хорватской академии наук и искусств. С 1952 года Фишер была членом Хорватской ассоциации художников. В 1997 году президент Хорватии Франьо Туджман наградил Фишер орденом Даницы Хорватской с изображением Марко Марулича. Она была активным членом еврейской общины в Загребе. Фишер умерла в Загребе 14 июля 2009 года и была похоронена на кладбище Мирогой.